# Karl Zimmermann (Politiker, 1894)

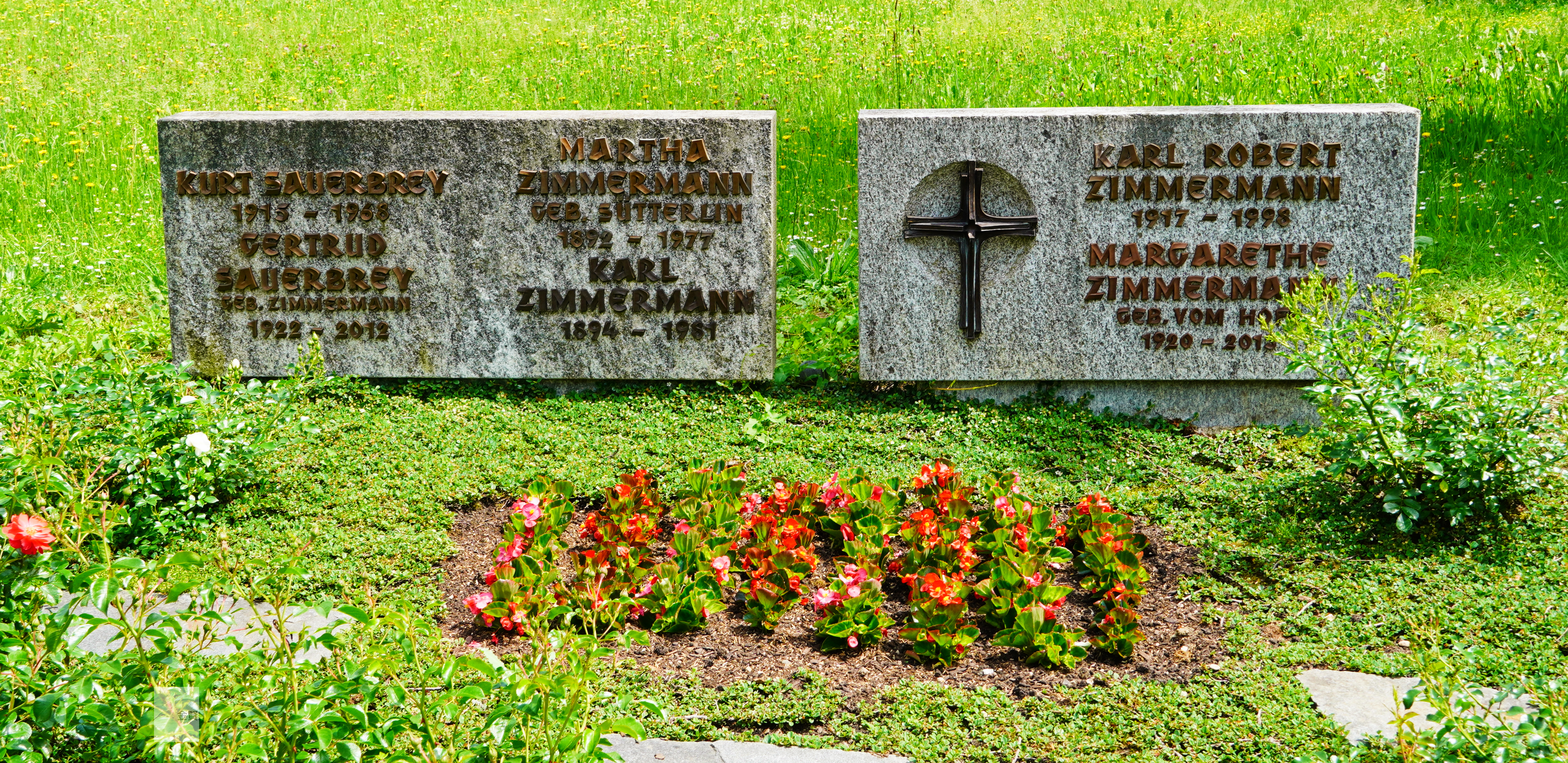
Familiengrab Zimmermann-Sütterlin und Zimmermann-vom Hof auf dem Hauptfriedhof Lörrach

Karl Zimmermann (* 20. März 1894 in Lörrach; † 30. April 1981 ebenda) war ein deutscher Politiker (FDP).

## Leben
Zimmermann war beruflich als Elektromeister tätig. Er trat in die FDP ein und rückte am 8. Mai 1951 für den verstorbenen Abgeordneten Johann Weisser in den Badischen Landtag nach, dem er bis zu dessen Auflösung 1952 angehörte.